# Imantodes gemmistratus
Imantodes gemmistratus är en ormart som beskrevs av Cope 1861. Imantodes gemmistratus ingår i släktet Imantodes och familjen snokar.
Arten förekommer i Centralamerika och norra Sydamerika från Mexiko till Colombia. Honor lägger ägg.

## Underarter
Arten delas in i följande underarter:
- I. g. gemmistratus
- I. g. gracillimus
- I. g. latistratus
- I. g. luciodorsus
- I. g. oliveri
- I. g. reticulatus
- I. g. splendidus